# 막사이고바우
막사이고바우(광둥어·중국어: 墨西哥包, 월병: mak6 sai1 go1 baau1, 한어 병음: mòxīgē bāo 모시거바오[*]) 또는 멕시코빵(Mexico+pão)은 홍콩의 인기 있는 빵이다. 번의 일종으로, 멕시코의 콘차가 변형된 것이다.

## 역사
19세기 중국 광둥성 타이산시에서 남성의 대량 이민이 이루어졌는데, 인종 차별 정책으로 중국인 이민자 남성과 현지 백인 여성의 결혼이 금지되었던 미국, 캐나다, 오스트레일리아에서와 달리 멕시코에서는 중국인 이민자 남성이 현지 여성과 결혼할 수 있었다. 많은 중국인 이민자 남성이 멕시코 농촌의 노동 계급 여성과 결혼해 가정을 이루었고, 멕시코에 정착했다.
1930년대에 미국이 멕시코 이민자를 추방하면서, 멕시코인 수백만 명이 미국에서 일자리를 잃고, 중국인 이민자들이 특히 많이 정착해 있던 소노라주, 시날로아주로 돌아오게 되었다. 이를 계기로 일자리가 부족 현상을 겪고 있던 멕시코에서는 반중국인 정서가 팽배해지고, 중국인 이민자 남성은 물론 그들과 결혼한 멕시코 여성까지 시민권을 박탈당하고 국외로 추방되었다. 많은 수가 미국 등에서 난민이 되었으며, 미국은 《중국인 배척법》에 따라 중국인의 미국 이민을 금지했으므로 이들은 다시 고향인 광둥성 타이산시 등으로 추방당했다. 당시 중국은 일부다처제 등을 비롯한 성차별적 인습이 근절되지 않은 상태였고, 멕시코에서 현지 여성과 결혼했던 많은 남성이 중국에 중국인 아내를 두고 있었다. 중국인 남편과 함께 입국한 많은 멕시코인 여성이 첩으로 여겨지고 시가나 마을 내에서 천시당했으며, 이들이 멕시코 정부에 시민권 복권을 요청했으나 받아들여지지 않았다.
제2차 세계 대전 이후에 중국 공산당이 국공 내전을 통해 집권하고 세계에 냉전 질서가 자리 잡자, 공산주의 정권이 들어선 중국으로부터 멕시코인 여성을 구해 달라는 로비가 진행되었고, 멕시코 정부는 중국인 남편과 낳은 아이를 중국에 두고 오는 조건으로 멕시코 출신 여성에게만 시민권을 돌려주었다. 이때 자식과 함께 중국에 남은 사람도 많으며, 이들 가정에서 멕시코식 콘차와 비슷하게 만들었던 빵이 이후 "멕시코빵"이라는 이름으로 타이산시와 가까운 홍콩에서 유명해지게 되었다.

## 같이 보기
- 보로바우(파인애플빵)